# Polizeiruf 110: Wendemanöver
Wendemanöver ist ein zweiteiliger deutscher Kriminalfilm von Eoin Moore aus dem Jahr 2015. Es ist eine Doppelfolge innerhalb der Filmreihe Polizeiruf 110 und spielt in Rostock und Magdeburg. Kriminalhauptkommissar Alexander Bukow (Charly Hübner) und die LKA-Profilerin Hauptkommissarin Katrin König (Anneke Kim Sarnau) ermitteln in ihrem zwölften Fall, der auch ihr dreizehnter werden soll, zusammen mit dem Magdeburger Gespann Kriminalhauptkommissarin Doreen Brasch (Claudia Michelsen) und Kriminalhauptkommissar Jochen Drexler (Sylvester Groth), für die es ihr vierter respektive fünfter Fall ist.
Die Haupt-Gaststars dieser Folge sind Steve Windolf, Cornelius Obonya, Jörg Gudzuhn, Zoe Moore, Peter Schneider sowie Michael Kind und Thomas Fränzel.

## Handlung

### Teil 1
Bei einem Brand in der Firma Richter in Magdeburg kommt die Frau des Juniorchefs ums Leben, die dort als Buchhalterin arbeitete. Wenige Stunden später wird in einem Hotel in Warnemünde die Leiche des Magdeburger Wirtschaftsprüfers Andreas Janssen gefunden, der mit vier Schüssen aus einer schallgedämpften Pistole erschossen wurde. Beide Fälle scheinen miteinander in Verbindung zu stehen, denn Astrid Richter hatte mitten in der Nacht versucht, Janssen anzurufen. Dessen Nummer war als letzte in ihrem Handy gespeichert. Da Janssen eine sechsstellige Summe an Bargeld im Hotelsafe deponiert hatte, gehen die Rostocker Ermittler davon aus, dass hier das Mordmotiv zu suchen ist. Profilerin Katrin König bearbeitet den Fall mit ihren Kollegen Pöschel und Thiesler allein. Da ihr Kollege Bukow wegen eines polizeipsychologischen Problems suspendiert ist, hat Pöschel die Leitung des Teams inne. Die Beamten stoßen zunächst auf Heiko Steiner, der mit Janssen Streit im Spielcasino hatte, da er eine größere Summe Geldes an ihn verlor. Als sie Steiner befragen wollen, ergreift dieser spontan die Flucht. Wie sich herausstellt, ist er wegen Betruges und Körperverletzung bereits vorbestraft und arbeitet derzeit als Personenschützer für einen Sicherheitsdienst namens „Rheingold“, dessen Chef Siegfried Wagner ist. König findet heraus, dass Bukow und dessen Vater Veit Bukow mit Steiner bekannt sind. Als die beiden erfahren, dass nach Steiner gefahndet wird, fordert Veit Bukow seinen Sohn auf, ihn vor einer offiziellen Vernehmung zu kontaktieren und zu ihm zu bringen, weil Steiner für den Vater kleinere kriminelle Aufträge ausgeführt hat. Bukow beginnt trotz seiner Suspendierung mit eigenen Ermittlungen.
Recherchen ergeben, dass Janssen früher bei der Treuhandanstalt gearbeitet hatte und das im Safe befindliche Geld möglicherweise von jemandem erpresst hat. Dies eröffnet für die Ermittler einen neuen Täterkreis.
Für die Brandstiftung in Magdeburg gerät als erster Kai Förster unter Verdacht, der erst vor wenigen Monaten aus Richters Firma entlassen wurde. Förster gehört zu einer Gruppe von Aktivisten, die gegen Richters Firma agieren, da diese unter anderem elektronische Bauteile für militärische Zwecke herstellt und exportiert. Allerdings ist Förster mit Jenny Richter, der Tochter des Opfers, eng befreundet, was eine mögliche Täterschaft unwahrscheinlich macht. Förster ist zunächst nicht auffindbar. Nach einer Vernehmung von Jenny im Magdeburger Polizeipräsidium observiert Kriminalhauptkommissarin Doreen Brasch Jenny und spürt so Förster auf. Dieser erklärt der Kommissarin, dass Jennys Großvater Herbert Richter bei weitem nicht der fürsorgliche Großvater und Lokalheld sei, der Arbeitsplätze geschaffen habe, sondern dass er nur daran interessiert sei, „abzuzocken“, wo es nur gehe.
Kommissar Jochen Drexler folgt derweil einer Spur nach Helmstedt. Auf Überwachungsaufnahmen der Firma Richter am Tag des Brandes hat er seinen ehemaligen Kollegen Ferdinand Frey erkannt, mit dem er in der Vergangenheit eine Beziehung hatte und der ihm noch immer nicht gleichgültig ist. Wie sich später herausstellt, war Frey zum Tatzeitpunkt des Mordes an Janssen in Warnemünde. Da die beiden Mordfälle immer mehr zueinander führen, begeben sich die Rostocker Ermittler König und Pöschel zu ihren Kollegen nach Magdeburg. Mitarbeiter Mautz hat dort unterdessen die Richter GmbH überprüft und herausgefunden, dass über ein getarntes Konto in Liechtenstein erhebliche Gelder an einen Dr. Roland Kastner geflossen sind, der im Ministerium für Wirtschaftsförderung für die Vergabe von Subventionen und Landeskredite zuständig ist. Auch Janssen hat von Richter eine sechsstellige Summe erhalten, die die Ermittler als Schweigegeld im Rahmen einer Erpressung einordnen, da auch ihm der Geldtransfer aufgefallen sein dürfte. Außerdem hatte er mit Richter bereits zu Zeiten seiner Treuhandarbeit zu tun, was als zusätzliches Motiv für eine Erpressung angesehen wird.

### Teil 2
In Rostock gelingt es Bukow, Heiko Steiner ausfindig zu machen. Als er sich mit ihm trifft, wird er von einem Unbekannten mit einem Elektroschocker betäubt. Nachdem er wieder bei Bewusstsein ist, findet er Steiner erschossen neben sich in seinem Wagen und eine Pistole in seiner Hand. Da er davon überzeugt ist, dass ihm seine Unschuld niemand glauben wird, versteckt er die Leiche.
In Magdeburg gerät inzwischen Ferdinand Frey immer mehr in Bedrängnis. Er hatte durch seine Arbeit in der Vergangenheit Kenntnis von Herbert Richters Mittäterschaft im Bereich von Transferrubelbetrug in Millionenhöhe erlangt. Um Frey zum Schweigen zu bringen, wurde ihm die Vergewaltigung einer 20-jährigen Frau angehängt. Wegen erdrückender Beweise wurde Frey zu 16 Jahren Gefängnis verurteilt. Die Kommissare halten einen späten Racheakt Freys für denkbar und finden nun auch Beweise für die Brandstiftung, benzingetränkte Handschuhe und eine Codekarte für das Betriebsgelände der Firma Richter, in dessen Haus. Nach einem Amoklauf Freys in einem Gebäude des Ministeriums für Wirtschaft und einem Angriff auf Richter in dessen Privathaus wird Frey verhaftet. Er wird noch am selben Abend kurz nach einem Suizidversuch in seiner Zelle aufgefunden, verstirbt aber noch im Gefängnis. Die Lösung der Fälle erscheint den Kommissaren zu einfach, zumal in der Zwischenzeit der Mord an Steiner herauskommt und Bukow erwartungsgemäß der Tat verdächtigt wird. König und Pöschel kehren deshalb umgehend nach Rostock zurück.
Kommissarin Brasch findet heraus, dass Herbert Richter bei seinen Exporten Waffenembargos umgeht und illegal Teile in Kriegsländer exportiert. Als Partner dafür kann sie Siegfried Wagner ermitteln, bei dem Steiner angestellt war und dessen Ehefrau als Firmenchefin von „Ista-Tec“ nachweislich ebenfalls von Janssen erpresst wurde. Das führt die Magdeburger Ermittler Drexler und Brasch ihrerseits nach Rostock. Während ihnen die Hintergründe ihrer Mordfälle immer klarer werden, gerät Herbert Richters Enkelin Jenny in Gefahr. Um ihren Großvater zu entlasten, hat sie auf eigene Faust versucht, hinter seine Geschäfte zu kommen und ist nun ungeplant in einem LKW entführt worden. Parallel kann Bukow seine Kollegen von seiner Unschuld überzeugen und allmählich führen auch hier alle Indizien zu Siegfried Wagner. Alle vier Ermittler begeben sich nun zur „Ista-Tec“, wo Wagner gerade den Lkw mit der Lieferung aus Magdeburg in Empfang nehmen will. Jenny kann unverletzt befreit werden; nach kurzer Gegenwehr wird Wagner festgenommen. Er gesteht im Verhör den Mord an Janssen und den an Steiner, da er ihn zufällig im Hotel beobachtet hatte.
Astrid Richter wurde aus Versehen Opfer einer Verzweiflungstat. Moritz Richter wollte das Lebenswerk seines Vaters zerstören, nachdem er im Rahmen der Erpressung von Janssen die Wahrheit über die Machenschaften seines Vaters erfahren hatte. Dass dabei seine eigene Ehefrau zu Tode kommen würde, lag nie in seiner Absicht und macht ihn nach wie vor fassungslos.

## Dreharbeiten
Die Doppelfolge wurde an 44 Drehtagen vom 27. Januar 2015 bis zum 2. April 2015 in Hamburg, Magdeburg und Rostock gedreht.

## Trivia
- Gegen Ende des zweiten Teils erfolgt ein kleiner Seitenhieb auf den Tatort: Röder nimmt einen Anruf eines Herrn „Tschiller“ aus Hamburg entgegen. Zu König sagt er im Vorbeigehen: „Versteht man kaum, nuschelt!“ (ab Minute 1:17:25). Damit wird auf Til Schweigers markante Art undeutlich zu reden angespielt.

## Rezeption

### Einschaltquote
Die Erstausstrahlung des ersten Teils am 27. September 2015 wurde in Deutschland von 7,34 Millionen Zuschauern gesehen und erreichte einen Marktanteil von 21,6 % für Das Erste. Der zweite Teil erreichte am 4. Oktober 2015 nur noch 6,88 Millionen Zuschauern und 19,6 % Marktanteil.

### Kritik
Tilmann P. Gangloff meinte bei tittelbach.tv: „Der ‚Polizeiruf 110 – Wendemanöver‘, in dem die Teams aus Rostock und Magdeburg gemeinsam ermitteln, ist spannend, handlungsintensiv, temporeich, tragisch und mit Extravaganzen der Kommissare unterlegt. Der Film ist weniger geschlossen als die Top-Produktionen aus Rostock. Das liegt vor allem am Format eines Zweiteilers, der sich zudem mit der Kleinteiligkeit eines Doppel-Ermittlerkrimis im Whodunit-Modus herumschlagen muss. Die Vier aber sind klasse!“

„Als Polit-Panorama auf drei Stunden ist dieser 'Polizeiruf' misslungen, für die einzelnen irren Auftritte der Ermittler rechnet sich das Zeitinvestment trotzdem. Wahnsinn, potenziert.“

„Inhaltlich ist der erste Teil von ‚Wendemanöver‘ eher schwach. Ist er doch der Auftakt eines vielschichtigen und komplizierten Plots, den es erst nach und nach – und über zwei Episoden hinweg – aufzuschlüsseln gilt. […] Es sind vor allem die eigenwilligen Ermittler, die Lust auf Mehr machen.“